# Top 40 Nummer 1 Hits
Top 40 Nummer 1 Hits is een Nederlands radioprogramma gepresenteerd door Edwin Noorlander dat wekelijks te horen is op zondagavond van 17.00 tot 19.00 uur op JOE.
Het programma draait om de nummer 1-hits uit de 70s, 80s en 90s in de Nederlandse Top 40, waarvan de actuele hitlijst wordt uitgezonden op zusterzender Qmusic.
Het programma begon op 12 januari 2024 aanvankelijk op vrijdagmiddag van 16.00 tot 18.00 uur met Toine van Peperstraten. In januari 2025 gaat het programma naar de zondag omdat het door de vele ballads niet aansloot bij het energieke vrijdagmiddaggevoel. Vanaf dan neemt Noorlander de presentatie over.